# Eurytoma flavitegula
Eurytoma flavitegula är en stekelart som beskrevs av Girault 1915. Eurytoma flavitegula ingår i släktet Eurytoma och familjen kragglanssteklar. Inga underarter finns listade i Catalogue of Life.